# بهترین بازیکن بازی
در ورزش، بهترین بازیکن بازی جایزه‌ای است که بعد از پایان به بهترین بازیکنی که در زمین بوده‌است تعلق می‌گیرد. در زبان انگلیسی به این عنوان Man of the match یا مرد مسابقه گفته می‌شود. این جایزه به یکی از بازیکنان تیم برنده داده می‌شود.

## در فوتبال

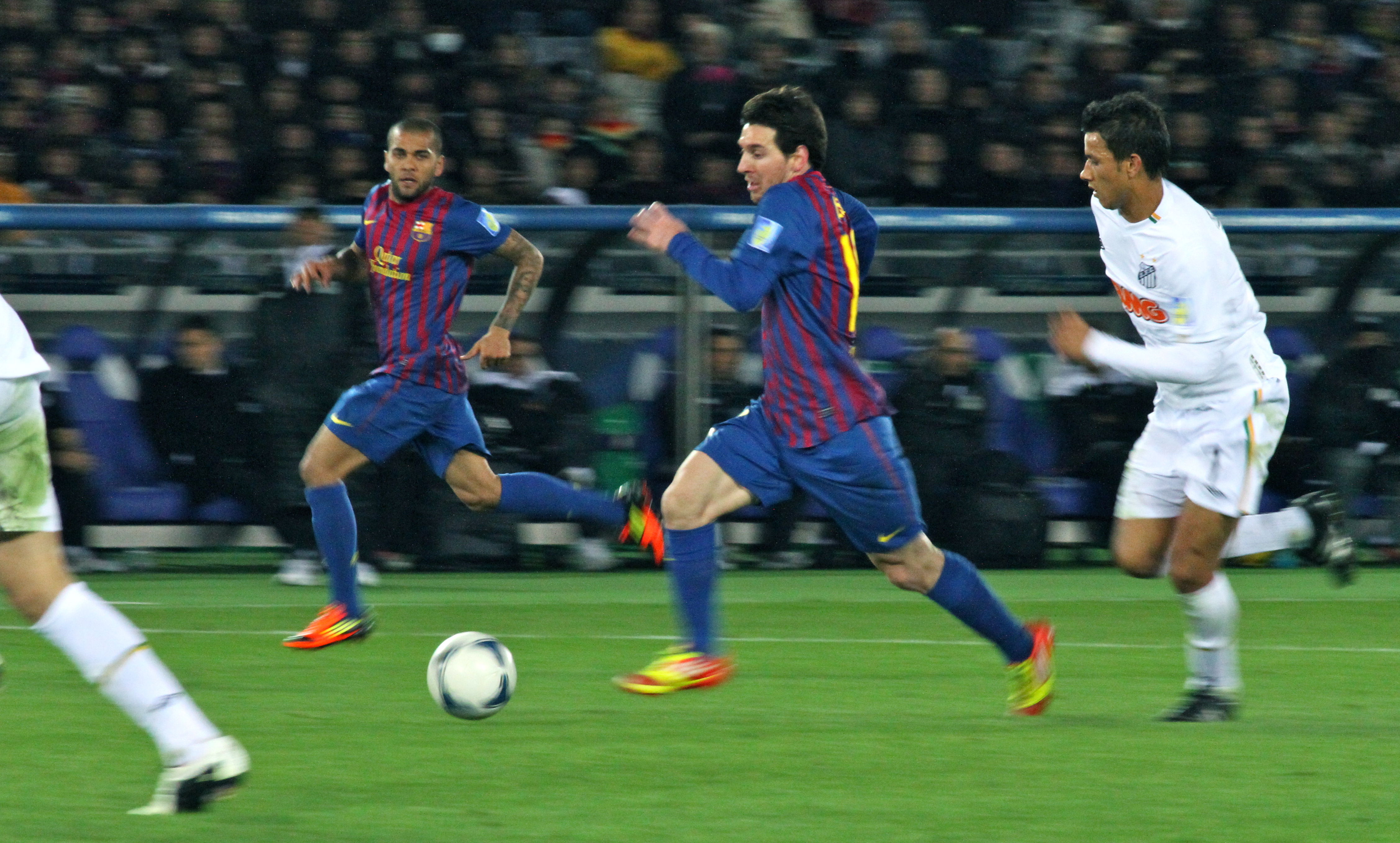
لیونل مسی در حال بازی برای بارسلونا در فینال جام باشگاه‌های جهان ۲۰۱۱، که در آن جایزه بهترین بازیکن مسابقه را به دست آورد.

این جایزه در فوتبال معمولاً به بازیکنانی هتریک کند یا دروازه‌بانی که با عملکردی درخشان ستاره تیمش شود یا هر بازیکنی که عملکرد بهتری نسبت به دیگر بازیکنان در زمین داشته باشد داده می‌شود. بازیکنانی که هتریک می‌کنند به‌طور معمول یا توپ بازی را با خود به خانه می‌برند یا جایزهٔ بهترین بازیکن زمین را می‌گیرند. جوایز بهترین بازیکن بازی در هر مسابقه یا لیگ ممکن است فرق کند. برای مثال در لیگ برتر فوتبال انگلستان یک بازیکن یک جایزه سیاه و طلایی کوچک، ۲۰ سانتیمتر ارتفاع، ۶٫۴ سانتیمتر عرض و ۶٫۴ سانتیمتر عمق را دریافت می‌کند.
در فوتبال، جایزه «بازیکن مسابقه» (POTM) یا «مرد مسابقه» (MOTM) معمولاً به بازیکنی در سمت برنده تعلق می‌گیرد. بازیکنانی که هت تریک می‌کنند یا دروازه بانانی که تحت فشار دروازه خود را بسته نگه می‌دارند اغلب این جایزه را دریافت می‌کنند. گلزنان هت تریک معمولاً توپ مسابقه را دریافت می‌کنند، خواه به‌طور رسمی به عنوان بهترین بازیکن مسابقه معرفی شوند یا خیر. بازیکن مسابقه اغلب توسط یک مفسر تلویزیونی یا یک اسپانسر انتخاب می‌شود. با این حال، همه مسابقات جایزه رسمی بازیکن مسابقه را ندارند، بنابراین گاهی به جای آن این کار توسط وب سایت‌ها یا روزنامه‌ها انجام می‌شود.

## رکوردها
۲۰۰۶

| رتبه | بازیکن           | دفعات برد | جام (های) جهانی        |
| ---- | ---------------- | --------- | ---------------------- |
| ۱    | لیونل مسی        | ۱۱        | ۲۰۱۰, ۲۰۱۴, ۲۰۱۸, ۲۰۲۲ |
| ۲    | کریستینو رونالدو | ۷         | ۲۰۱۰, ۲۰۱۴, ۲۰۱۸, ۲۰۲۲ |
| ۳    | آرین روبن        | ۶         | 2006, 2010, ۲۰۱۴       |
| ۴    | کیلین امباپه     | ۵         | 2018, ۲۰۲۲             |
| ۴    | لوکا مودریچ      | ۵         | 2018, ۲۰۲۲             |
| ۴    | لوییس سوارز      | ۵         | 2010, 2014, ۲۰۱۸       |
| ۷    | آنتونی گریزمان   | ۴         | ۲۰۱۸, ۲۰۲۲             |
| ۷    | ادن هازارد       | ۴         | 2014, ۲۰۱۸             |
| ۷    | کیسوکی هوندا     | ۴         | 2010, ۲۰۱۴             |
| ۷    | هری کین          | ۴         | 2018, ۲۰۲۲             |
| ۷    | میروسلاو کلوزه   | ۴         | 2002, ۲۰۰۶             |
| ۷    | توماس مولر       | ۴         | 2010, ۲۰۱۴             |
| ۷    | نیمار            | ۴         | 2014, 2018, ۲۰۲۲       |
| ۷    | پارک جی سونگ     | ۴         | 2002, 2006, ۲۰۱۰       |
| ۷    | خامس رودریگز     | ۴         | 2014, ۲۰۱۸             |
| ۷    | وسلی اشنایدر     | ۴         | ۲۰۱۰                   |